# ハルトムート・ミヒェル
ハルトムート・ミヒェル（Hartmut Michel ドイツ語発音: [ˈhaʁtmuːt ˈmɪçl], 1948年7月18日 – ）は、西ドイツの生化学者。1988年のノーベル化学賞を、ヨハン・ダイゼンホーファー、ロベルト・フーバーとともに受賞した。

## 経歴
ルートウィヒスブルクの町に生まれた。徴兵期間終了後、テュービンゲン大学で生化学を学び、1974年に卒業、高度好塩菌のATPアーゼの実験を行った。彼は後にX線結晶構造解析に必要な膜タンパク質の結晶化の実験に携わった。1977年にヴュルツブルク大学で生化学のPh.D.を取得。
ミヒェル、ダイゼンホーファー、フーバーの3人は光合成細菌の持つタンパク質複合体の三次元構造を決定したのである。この膜タンパク質複合体は光化学系IIと呼ばれ、光合成を開始するのに重要な働きを持つことが知られている。1982年から1985年にかけて、3人はX線結晶構造解析の技術を使って、タンパク質複合体を構成する1万以上もの原子の配置を決めた。彼らの研究は光合成に対する理解を深め、植物と細菌の光合成のプロセスの類似性を明らかにした。
1987年から、彼はフランクフルトにあるマックス・プランク生物物理学研究所の分子膜部門の責任者、およびフランクフルト大学の生化学の教授に就任した。
1986年、ドイツ科学界では最も名誉のある、ゴットフリート・ヴィルヘルム・ライプニッツ賞、1987年には生物物理学賞を受賞した。2005年王立協会外国人会員選出。